# Eisenbahnunfall im Hauptbahnhof von Kairo
Der Eisenbahnunfall im Hauptbahnhof von Kairo am 27. Februar 2019 war die Prellbocküberfahrt einer einzeln fahrenden Lokomotive im Hauptbahnhof von Kairo (Ramses-Bahnhof). 25 Menschen starben.

## Ausgangslage
Der Kairoer Hauptbahnhof ist teilweise ein Kopfbahnhof. Der Gleisabschluss besteht dort aus einem Betonblock; einen Prellbock, der (einen Teil) der Kollisionsenergie eines auffahrenden Fahrzeugs auffangen könnte, gibt es nicht. Auf den Bahnsteigen, die zu den Gleisen 4, 5 und 6 gehören, warteten gegen 10 Uhr zahlreiche Reisende auf Züge.
Eine einzeln fahrende Diesellokomotive der Egyptian National Railways – das spätere Unfallfahrzeug – rangierte im Gleisvorfeld des Kairoer Hauptbahnhofs.

## Unfallhergang
Die Lokomotive wurde beim Rangieren durch die Flankenfahrt einer anderen Lokomotive seitlich leicht beschädigt, entgleiste aber nicht. Der Lokomotivführer verließ die Lokomotive, um sich den Schaden anzusehen. Dabei betätigte er die Feststellbremse nicht oder unzureichend. Diese sei – nach seinen Angaben nach dem Unfall – auch nicht voll funktionsfähig gewesen. Die Lokomotive setzte sich ohne Lokomotivführer in Bewegung, beschleunigte dabei, so dass der Lokomotivführer sie nicht mehr einholen konnte, fuhr in den Bahnhof ein, und traf gegen 10:15 Uhr ungebremst auf den Betonblock am Ende des Bahnsteiggleises 6. Die Lokomotive entgleiste. Dabei kam es zu einer Explosion oder Verpuffung des Treibstoffs im Tank der Lokomotive.

## Folgen
25 Menschen starben, 47 wurden darüber hinaus verletzt. Sie hatten sich an den betroffenen Bahnsteiggleisen 4, 5 und 6 oder dem hinter dem Prellbock liegenden Querbahnsteig aufgehalten. Panik brach aus. Die Lokomotive fing Feuer und brannte aus. Die Löscharbeiten dauerten etwa eine Stunde. Der Zugverkehr im Bahnhof war nur kurzzeitig unterbrochen.
Der Lokführer der unfallverursachenden Lokomotive, der zweite Lokführer, mit dem er gestritten hatte, und vier weitere Personen wurden verhaftet. Der ägyptische Verkehrsminister Hisham Arafat trat aufgrund des Unfalls zurück, hatte aber zuvor noch eine Untersuchungskommission zu dem Unfall eingesetzt. Aus Parlamentskreisen wurde die Forderung laut, die Todesstrafe auf Fälle wie diesen auszudehnen, in denen durch fahrlässiges Handeln Menschen sterben. Die derzeitige Höchststrafe beträgt 10 Jahre Gefängnis und eine Geldstrafe von 200 Ägyptischen Pfund, was umgerechnet etwa 10 Euro entspricht.

## Wissenswert
Dieser Unfall war der dritte derartige Vorfall bei der ägyptischen Eisenbahn innerhalb weniger Monate: Zwei Jahre zuvor in Alexandria und sechs Monate zuvor im Bahnbetriebswerk des Kairoer Hauptbahnhofs waren ebenfalls Lokomotiven ohne Lokführer losgefahren. In beiden Fällen kam es jedoch nicht zu größeren Schäden.